# Бакхмуль
Бакхмуль (афганская аборигенная борзая) — порода охотничьих собак из группы восточных борзых. Страны происхождения: Афганистан, Россия. Не признана FCI.
Порода формировалась в условиях высокогорья, использовалась для охоты на копытных. В средней европейской полосе с собаками можно охотиться на зайцев-русаков, лисиц, волков и всех видов копытных.
Стандарт на аборигенную афганскую борзую без указания слова «бакхмуль» был стандартизирован в СССР в 1985 году. В стандарте помимо основного окраса — палевого — допускались другие окрасы (серый), не допускались окрасы: чёрный и красный, характерные для тайгана.
На породу «бакхмуль» был написан новый стандарт, утверждённый 13 января 1997 года президиумом РФОС и МинСельХоз РФ, где приемлем только палевый окрас всех оттенков, реже чисто белый и серый.
Геномные исследования показали, что афганская борзая является одной из старейших пород собак.

## Характеристика породы
Сравнительно широкотелая, крепкого сухого типа конституции. Уравновешенно-спокойная, но возбуждается при виде зверя. Обладает большой резвостью, маневренностью, выносливостью, хорошим зрением и чутьём.

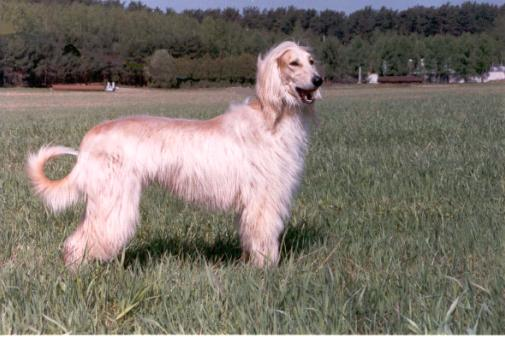

## Описание
Президиумом РФОС 13 января 1997 года принят стандарт породы бакхмуль
.

### Голова
Удлиненной формы, череп не очень узкий, но и не широкий. Переход ото лба к морде плавный. Между глазами ложбинка. Морда почти не скошенная снизу, прямая или с чуть заметной горбинкой. Челюсти мощные. Мочка носа крупная, чёрного цвета, ноздри широкие. Губы тонкие, плотно прилегающие.

### Глаза
Крупные, миндалевидной формы, косо поставлены. Карего цвета, выразительные. Края век тёмные.

### Уши
Висячие, умеренно длинные, поставлены на уровне верхних уголков глаз или чуть выше, слегка подвижные. Уборная шерсть на ушах образует бурки.

### Корпус
Чуть удлинённый. Шея длинная, мускулистая, сжатая с боков, поставленная высоко. Грудь широкая, глубокая, доходящая почти до локотков. Живот подобран, но без подрыва. Спина широкая, прямая, мускулистая, с небольшой переслежиной. Поясница мускулистая, сильная, широкая, чуть выпуклая. Круп мощный, недлинный, слегка покатый, с чуть выдающимися маклоками. Высота в холке превышает высоту в крестце на 3—4 см.

### Конечности
Сухие, костистые, мускулистые. Углы сочленений задних конечностей хорошо выражены. Бёдра мощные, длинные, мускулистые. Длина бедра примерно равна длине голени.

### Хвост
В кольце или полукольце, поднят высоко, особенно когда собака настораживается. У основания толстый, постепенно утончающийся к концу.

### Волосяной покров
Шерсть длинная (особенно на локотках и лопатках, боках, бёдрах и вокруг голеней, образует характерные для породы штаны), шелковистая, прямая.

### Окрас
Палевый всех оттенков, белый, подласый (переходящий на морде, боках, груди и конечностях в белёсый). Седло и верх хвоста всегда более тёмного окраса (палевого, реже серого).

## Содержание и уход
В городских условиях содержат в квартирах. Требуются пространство для движения и высокий уровень физической нагрузки. Уход за шерстью несложен, после прогулок в поле необходимо вычесывание.